# Río Blanco (Veracruz)
Río Blanco ist eine westlich an Orizaba grenzende Stadt im mexikanischen Bundesstaat Veracruz. Río Blanco ist Verwaltungssitz des Municipio Río Blanco und hat etwa 40.000 Einwohner.

## Geschichte

### Tenango
Die Besiedlung erfolgte bereits vor einigen Jahrhunderten während der spanischen Kolonisation. Nachdem Mexiko die Unabhängigkeit erlangt hatte, erhielt Terrango, wie die ursprüngliche Ortschaft seinerzeit noch hieß, Gemeindestatus. 

### Brennpunkt der mexikanischen Arbeiterbewegung

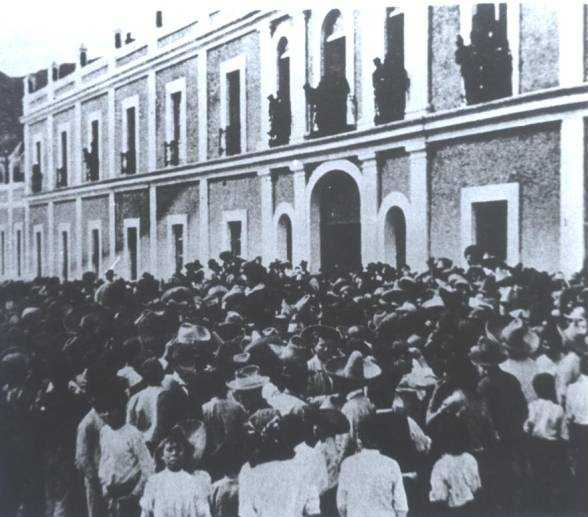
Streikende Textilarbeiter in Río Blanco

Richtig in Schwung kam die Entwicklung von Río Blanco durch die am 9. Oktober 1892 eröffnete Textilfabrik, die seinerzeit die größte ihrer Art in ganz Lateinamerika war und in der 1700 Arbeiter (darunter 60 Frauen) eine Arbeit fanden. 
Schon bald wurde Río Blanco zum Brennpunkt der mexikanischen Arbeiterbewegung; denn es kam immer wieder zu heftigen Konflikten zwischen der größtenteils einheimischen Arbeiterschaft und den französischen Fabrikinhabern. Der mitunter gewaltsam ausgetragene Konflikt erreichte seinen Höhepunkt am 7. Januar 1907, als bei einem Aufstand mehrere Arbeiter erschossen wurden. Zu ihrem Gedenken wurde am 7. Januar 1931, dem 24. Jahrestag der Tragödie, ein Denkmal errichtet. Seither finden in Río Blanco an jedem 7. Januar Feierlichkeiten zu Ehren der „Märtyrer des Arbeiteraufstandes von 1907“ statt.
- siehe auch: Lucrecia Toriz

### Stadtstatus
Mit Dekret vom 6. September 1910 wurde das Dorf Río Blanco in den Rang einer Kleinstadt (villa) erhoben und am 6. Dezember 1967 erhielt es Stadtrechte (erfolgte die Einstufung als ciudad). 

## Wirtschaft
Río Blanco lebt hauptsächlich von Landwirtschaft, Viehzucht und Industrie. Die wichtigsten landwirtschaftlichen Erzeugnisse sind Mais, Wassermelonen, Zuckerrohr und Kaffee. Die Viehzucht konzentriert sich im Wesentlichen auf Rinder sowie Schweine, Pferde, Ziegen und Geflügel. Außerdem gibt es 16 kleinere Fabriken. 

## Fußball
Mit dem 1914 erfolgten Eintritt des Franzosen Raoul Bouffier, eines leidenschaftlichen Fußballspielers, ins Management der 1892 eröffneten Textilfabrik, wurde die im Raum Orizaba darbende Fußballszene mit neuem Leben gefüllt. Auf diese Weise entstand die Unión Deportiva Río Blanco, die zwanzig Jahre später die Staatsmeisterschaft von Veracruz gewinnen sollte.

## Persönlichkeiten
- Máximo Vázquez (1932–2013), Fußballspieler